# Іванов Олександр Леонідович
Олександр Леонідович Іванов (рос. Александр Леонидович Иванов; нар. 29 січня 1953, Біла Калитва, РРФСР — пом. 12 грудня 2012, Ростов-на-Дону, Росія) — радянський футболіст та російський тренер, нападник. Найкращий бомбардир в історії ФК «Ростсільмаш» (нині ФК «Ростов»).

## Життєпис
Вихованець білокалитвенського футболу, тренер — Р. Д. Джавадов. Виступав за юнацьку збірну Ростовської області і РРФСР.
На дорослому рівні розпочав виступати за команду Білої Калитви, згодом — за іжевський «Зеніт».
Найкращий бомбардир в історії ФК «Ростсільмаш» (нині ФК «Ростов»), виступав за ростовців протягом 6 сезонів (1976—1978, 1983—1985), за цей час провів за клуб 226 матчів, відзначився 105 голами.
Сезон 1979 року провів у складі клубу «Зоря» (Ворошиловград), таким чином у вищій лізі чемпіонату СРСР з футболу провів 30 матчів, забив 3 м'ячі.
Також виступав за «Динамо» (Ставрополь), «Атоммаш» (Волгодонськ), АПК (Азов), «Шахтар» (Шахти) та аматорські колективи.
В останні роки життя регулярно виходив на поле у складі ветеранів ростовської команди.